# Airy［F］airy 〜Easter of Sant'Ariccia〜
『airy［F］airy 〜Easter of Sant'Ariccia〜』（エアリーフェアリー イースターオブサントアリキア）はゲームブランド・RococoWorksが制作した第2作目のアダルトゲーム。

## ストーリー
「土曜日は暦にしか存在しない」それが当たり前になっている、精霊のいる不思議な世界。
物語の舞台は、そんな精霊の住む世界にある小さなネミの村。そこでは年に一度、「復活祭」と言うお祭りが催される。
ネミの村にあるアリシアの森には、太古より聖なる神木と崇められた「サンタリキア」と呼ばれる大樹が存在する。
サンタリキアは、年に一度精霊の光を宿す、とても不思議な木。アリシアの森の象徴とも呼べる木で、復活祭はサンタリキアを囲んで行われる。
「復活祭の最後に精霊の光を宿したサンタリキアの下で愛を誓うと、末永く幸せになれる」復活祭にはそんな言い伝えがある。
今年もまた、復活祭の季節がめぐってきた。
ネミの村に住み、本年度より復活祭を管理することとなったこの物語の主人公「エルモ・コスタ」には、2つの仕事があった。
ひとつは教会の管理。そして、もうひとつは「なぜ土曜日がないのか」と言う秘密に深くかかわる仕事、「火曜の墓守」
今、エルモ・コスタを中心とする新たな物語が始まる。

## 登場人物

### メインキャラクター
エルモ・コスタ(Elmo・Costa)
声：なし（ドラマCDのみボイスあり、ただしキャストは未公開）
身長：172cm、体重：59kg、血液型：O型、誕生日：2月29日。
この物語の主人公。生まれ故郷で忌み子として疎まれていたために、アルバーノの町に捨てられる。その後まもなくしてサラに拾われ、紆余曲折を経て、今の養父であるマルマンド・コスタの養子となる。その後アルマンドが「殉教者」となったため、彼の仕事「火曜の墓守」を引き継ぐこととなった。
来歴のため、昔は感情を隠すのが得意だったが、今では「周りの人に嫌われないように」と普段は感情が表に出やすいように変わってしまった。だが、その来歴のおかげで、火曜の墓守で行われるゲーム「Eremita」においては優位に進めることができる。
ヘレン・フォルト(Helen・Fort)
声：杏子御津
身長：152cm、バスト：ちっちゃい、血液型：A型、誕生日：3月28日。
なぜかメシーナ湖ほとりで眠っていた少女。村長の遠縁と言うことで、村長宅に住まうこととなる。本人曰く「復活祭を見に来た」のだが、どうやってきたかは本人すらよくわかっていない。
純粋で素直な性格で、ペーニョやルーノと一緒になって遊べたりと見た目より幼い内面を持つ。探究心は強いのだが、「勉強」と銘打たれてしまうと苦手意識を覚えてしまう。

コレット・マレ(Colette・Marais)
声：五行なずな
身長：159cm、バスト：がんばる、血液型：B型、誕生日：9月7日。
エルモの幼馴染。昔は元気に駆け回ってた「みんなのリーダー」だったのだが、昔煩った重病で体力がすっかり落ちてしまい、長距離の移動は車椅子を使うほどになってしまった。病気らしい病気は今はないのだが、一度体調を崩すとどうしても長引いてしまう。
「病弱元気なコレット」と呼ばれるほど強気な性格で、エルモのことをからかったりすることもあるが、それは本人のエルモへの甘えの現われでもある。
みなに病気のことで迷惑をかけていると考えており、みんな（特にエルモ）に頼ってもらえるようになりたいとひそかに思っている。
日記をつけるのが好きなようで、姉の記憶違いを日記を見せて指摘することも。
モニカ・ラング(Monika・Lang)
声：黒崎猫
身長：171cm（帽子込）、バスト：訊くな！、血液型：AB型、誕生日：4月19日。
とある目的でアルバーノの町へやってきた旅芸人。切り替えも早く、あっさりした性格をしていて、エルモは会話のテンポがなかなかつかめず内心苦労している。
性格としては、普段は言いたいことをはっきり言うのだが、自身の心理に関しては素直に表に出せない一面がある。
黒服の2人組みに「とあること」を交渉されているが、門前払い中。だが、執拗かつ強引な手段に困っている。
「コレッテ」「エレン」「エレモ」など、なぜか名前の発音をよく間違える。名前の読み方を変えればそう読めなくもないことから、エルモたちとは違う言語を母体にしている可能性が高い。

サラ・デュラン（Sarah・Dullin)
声：悠木舞
身長：157cm、バスト：……、血液型：A型、誕生日：5月22日。
アルバーノの町の領主モナ･ヴァネッサの一人娘。昔はエルモと仲がよかったが、モナ･ヴァネッサに止められているため今は若干距離を置き気味。
性格としては、親友のコレットとは違って強く言われると押されてしまうタイプ。コレットのことは、毎日教会へ送り向かいするほどに大切にしている。
ミニチュア作りが得意で、家ではそれ専用の部屋をもらっているほど。初めて見た人が驚くほどに精巧な出来。
コレットのところにいるハラペーニョとタベルノが使っている宿り木ハウスを作ったのもサラ。

### サブキャラクター
ブランディーヌ・マレ(Blandine・Marais)
声：真中海
身長：165cm、バスト：トップ、血液型：O型、誕生日：1月13日。
コレットの姉。雑貨屋を経営しているのだが、経営に携わっていない妹に「経営が下手」と言われるほどに下手。非常勤だが教会で先生もしている。
やればできる、がモットー。
ヴァネッサ･デュラン(Vanessa・Dullin)
声：芹園みや
身長：169cm、バスト：ノーコメント、血液型：O型、誕生日：11月21日。
アルバーノの町の領主。なぜかエルモのことを疎んでいるのだが、エルモ自身はなぜだかわかっていない。

ガスパーレ・フォルト(Gaspare・Fort)
声：一条和矢
身長：昔は自称170cm、体重：とてもある、血液型：A型、誕生日：8月3日。
ネミの村の村長で、町医者。だが、医者の業務は最低限の値段しか取らず、半ば慈善事業化している。
料理がとてもうまく、エルモに「料理人の認識が強い」と医者であることを忘れ去られるほどの腕前を持つ。
オットリーノ・ロッタ(Ottorino・Lotta)
声：ミスター・デリンジャー
身長：178cm、体重：そこそこある、血液型：不明、誕生日：12月4日。
教会で子供たちを教える教師。本人曰く妖精なのだそうで、犬の姿をしている。金曜の騎士の称号を持っており、モニカには「バロン」と呼ばれている。
アルマンド･コスタ
エルモの養父。ある日突然「殉教者」のメモを残して消え去った。

ハム
声：つぼみ
モニカのロバ。馬車を引いている。
チェリー
声：成瀬未亜
モニカの子ザル。芸達者。
ハラペーニョ
声：真中海
コレットの下で暮らす妖精。「ヒメ、泣くな！」など、単語単位で話すことが多い。
タペルノ
声：理多
コレットの元で暮らす妖精。のんびりとした話口調。
アテルーノ
ギャンブル好きな、アリシアの森に住む妖精。ただ、下手の横好きな模様。

## 用語
Eremita
中世の錬金術を基にして作られたゲーム。金銀銅鉄鉛の5種のカードと、それをサポートするさまざまなカードがある。
アリシア
もとはAriccia（アリキア）だったのだが、土曜日の消滅と共にcがひとつなくなり、今のアリシアとなった。ネミの村にある森の名前である。聖霊の力を強く受けるため、他の地域では見られない妖精が住んでいたりする。
サンタリキア
タイトルにもあるSant'Ariccia（サント・アリキア）がつまった名前。アリシアの森の神木で、年に一度精霊の光が宿る。
ネミの村
エルモたちが住んでいる村。アリシアの森があり、その周辺も自然に囲まれた小さな村である。
アルバーノ
サラが住んでいる町。ネミの村から徒歩で行けるためそう遠くはないのだが、ネミの村と違いずいぶんと発展している。
フェレンティーノ
ヘレンの住んでいた町。詳しいことは不明だが、アルバーノの町からは遠く離れている。
火曜の墓守
毎週火曜日の深夜、異界（火曜の妖精界）の代表と火曜日の存続をかけて戦う、エルモの世界側の代表の呼び名。負けたら火曜日が即失われるわけではないが、「大敗」すると、火曜日が失われたり、好まれざる異界のものがこちらの世界に流れ込んできたりする。
他にも曜日や地域によって呼び名や行われるゲームは違うのだが、エルモの場合はEremitaと呼ばれるゲームにて1回につき７戦行われ、その総合成績によって勝敗を決める。
火曜の妖精
エルモと毎週火曜日対峙する異界の代表の呼び名。

## スタッフ
- 原画：笛
- シナリオ：J-MENT

## 主題歌
- オープニングテーマ「mirto」
  - 作詞：Rita / 作曲・編曲：Blueberry&Yogurt / 歌：Rita
- エンディングテーマ「誓いの夜・始まりの朝」
  - 作詞：松本慎一郎 / 作曲・編曲：松本慎一郎 / 歌：西沢はぐみ